# Aische Pervers

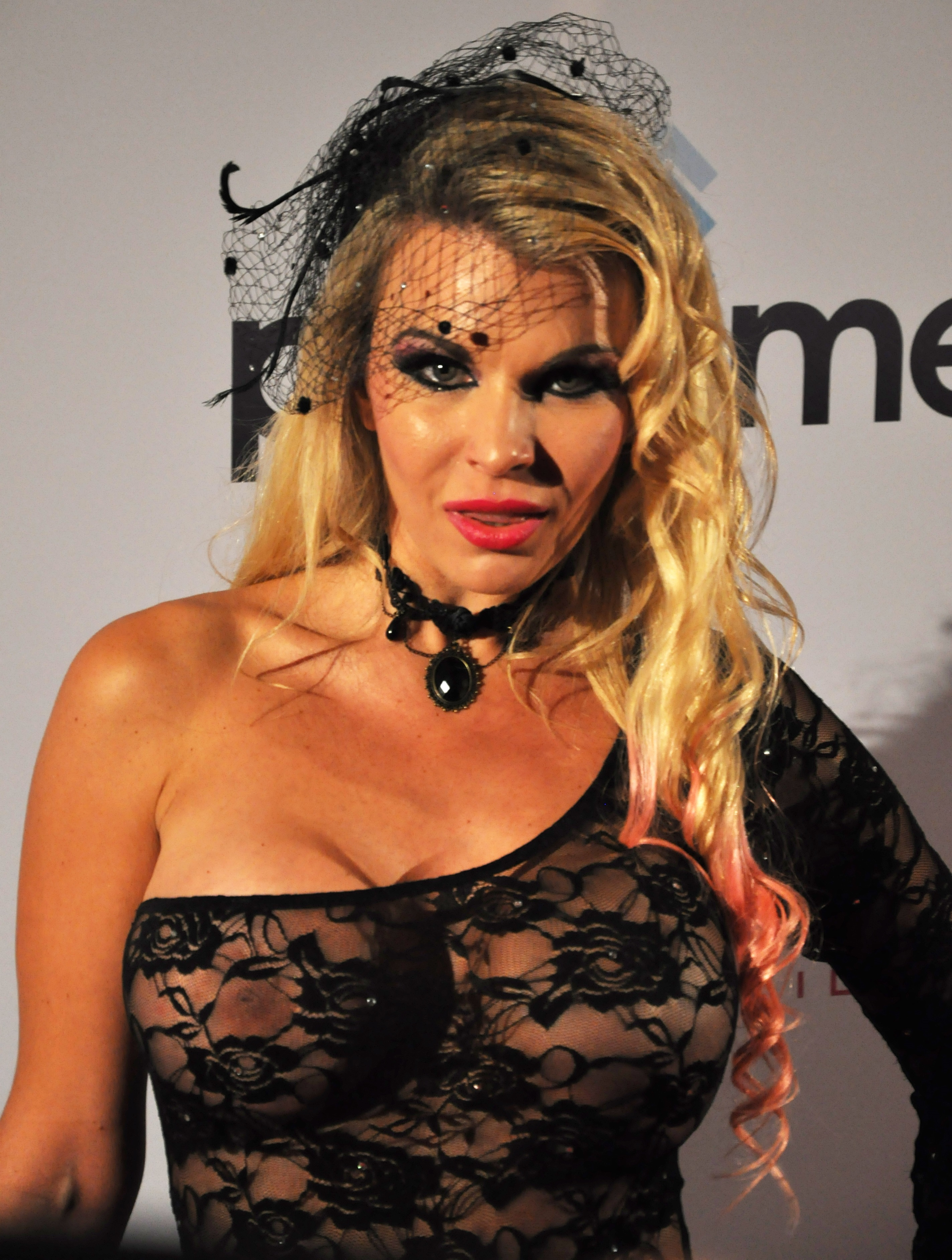
Aische Pervers bei der Verleihung der Venus Awards 2014

Aische Pervers (* 22. April 1986 in Kleve) ist der Künstlername einer deutschen Pornodarstellerin, Moderatorin, Sängerin und Laiendarstellerin.

## Leben
Aische Pervers begann 2006 während ihres Lehramtsstudiums (Deutsch/Theologie) mit der Produktion von selbstproduzierten Pornofilmen. Gegenüber dem Berliner Kurier begründete sie diesen Schritt mit finanziellen Gründen. Nach Abschluss ihres Studiums konzentrierte sie sich auf ihre Videoproduktionen. Im darauffolgenden Jahr 2007 begann sie, regelmäßig aktuelle Veranstaltungen für ihre Videoproduktionen zu nutzen. Sie war die erste Amateurdarstellerin, die auf dem Münchner Oktoberfest einen Porno gedreht hat.

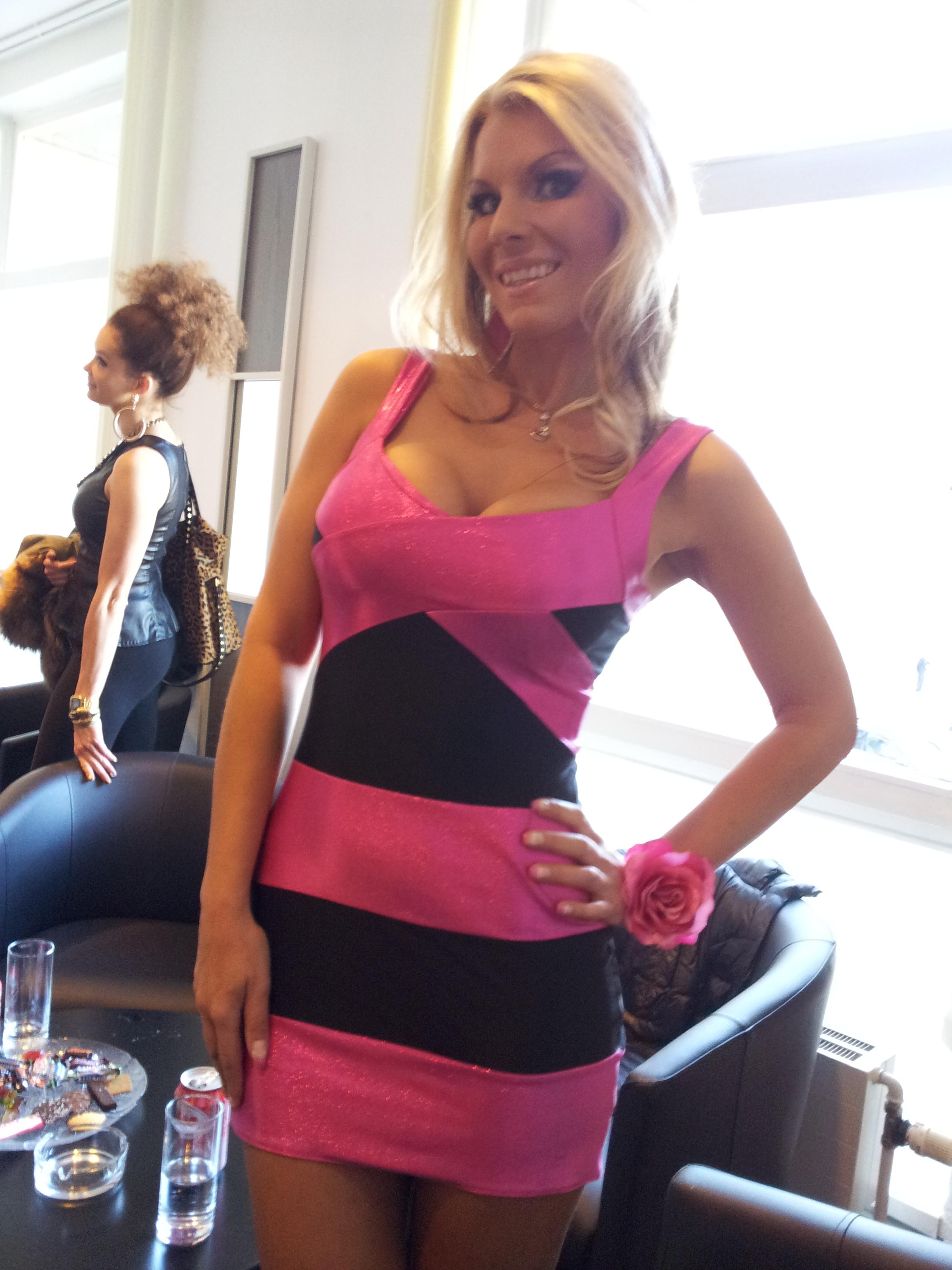
Aische Pervers (2012)

Sie ist seit 2010 in einigen Reportagen zu sehen, hatte Moderationsjobs in den Erotikprogrammen von Bluyoo.tv und Sport1 und Rollen in Doku-Soaps. 2011 bekam sie eine Hauptrolle in der RTL-II-Serie X-Diaries. Sie trat als Kandidatin in Das Supertalent auf RTL auf, mit über 7 Millionen Fernsehzuschauern. Als Lehrerin verkleidet stöhnte sie den Erlkönig von Johann Wolfgang von Goethe und strippte dazu. Die Bild nahm dies auf und bezeichnete die Darbietung als „Porno Poesie“.
2012 stand sie erneut für die 4. Staffel X-Diaries vor der Kamera. Stand Januar 2012 hat sie bereits mehr als 400 Pornofilme gedreht. Im Februar 2012 drehte sie mit der Berlinale als Setting den Pornofilm Anale Berlinale. Im Mai 2012 war sie mit dem selbstgeschriebenen Song Disco Porno erneut beim Casting für Das Supertalent, auch wenn der Auftritt trotz Aufzeichnung nicht ausgestrahlt wurde. So hatte der Song seine Premiere als Musikvideo bei Bild Online am 14. Dezember 2012.
Im Mai 2013 nahm Aische Pervers in einer Episode Frauentausch teil. 2013 war sie zum dritten Mal in Das Supertalent dabei. Ende 2013 begann sie, unter dem Namen Miss Aische als DJ und Sängerin tätig zu sein.
Sie lebte mit ihrem Ehemann, dem Pornodarsteller Manuel Stallion, in Berlin. 2014 heiratete das Paar in Las Vegas und wurde von Exklusiv – Die Reportage für RTL II begleitet. Im Februar 2017 gab das Paar seine Trennung bekannt.
2015 hatte Aische Pervers eine Statistenrolle in der 5. Staffel der amerikanischen Fernsehserie Homeland. Im Januar 2016 war sie Kandidatin bei der Quizshow Gefragt – Gejagt. Daneben nahm sie Anfang 2016, begleitet von Micaela Schäfer, am Casting von Deutschland sucht den Superstar teil, in dem sie ihr neues Lied Café Latte präsentierte. Das Lied stellte sie auch im Finale von DSDS am 7. Mai 2016 vor. Das Finale von Germany’s Next Topmodel, welches am 12. Mai 2016 in der Plaça de toros de Palma, der Stierkampfarena von Palma stattfand, nutzte Aische Pervers für die Betätigung als Pornodarstellerin.
Im August 2022 veröffentlichte die Erotikdarstellerin ihr erstes Buch unter dem Titel „Von der Uni zum Erotikstar“.

## Auszeichnungen

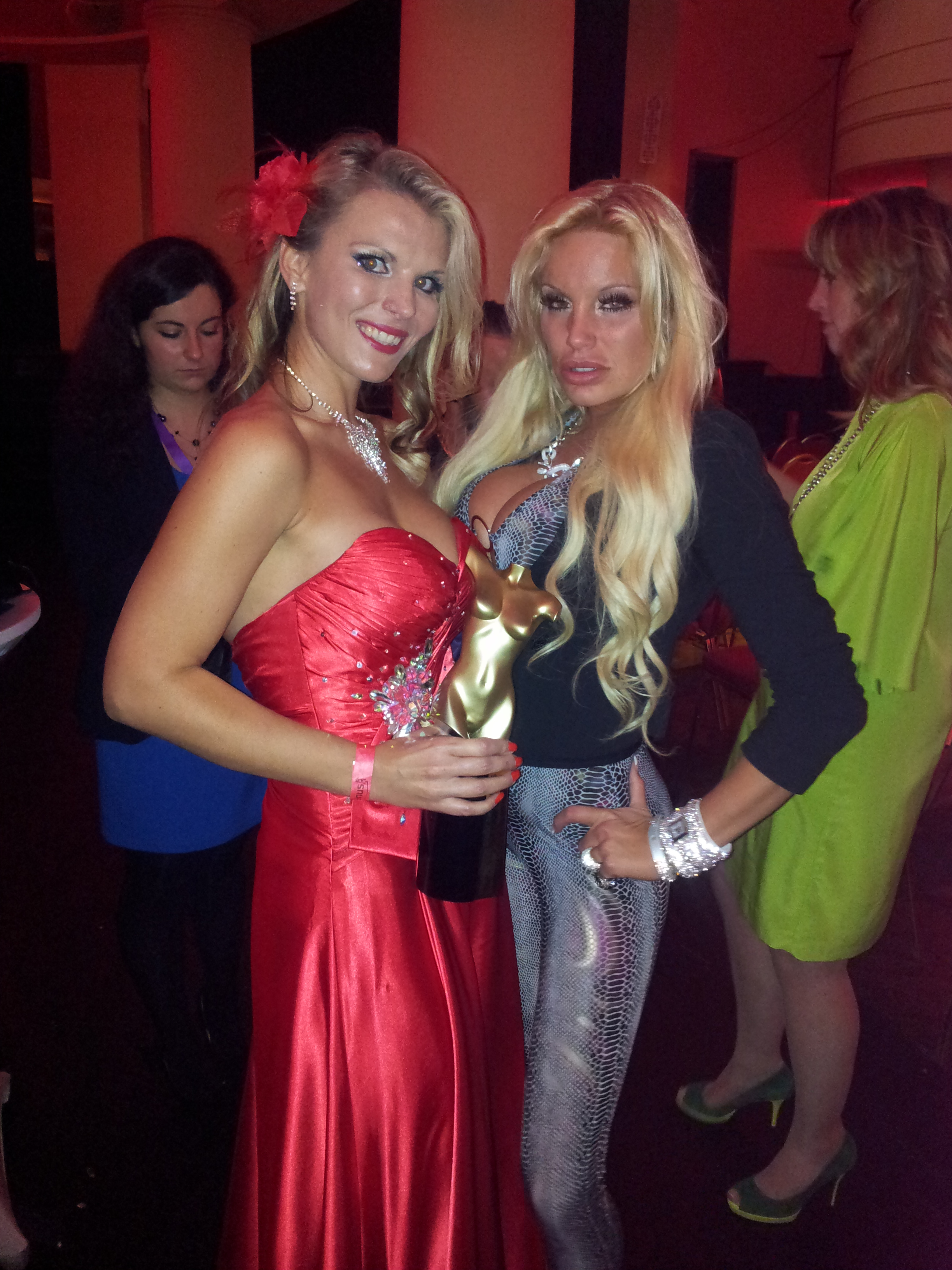
Aische Pervers (links) mit ihrem Venus Award von 2012 als Bestes Amateur Girl, neben ihr Gina-Lisa Lohfink

- 2011: Venus Award für Most Innovative Amateur Projects[20]
- 2012: Venus Award als Bestes Amateur Girl[21]
- 2013: Venus Award als Bestes Amateur Girl[22]

## Fernsehen (Auswahl)
- 2010: Punkt 12, RTL – Der Trödelmillionär
- 2010: Moderation von Bluyoo TV
- 2011–2012: X-Diaries – 3. bis 4. Staffel, RTL II
- 2011: Das Supertalent, RTL – Aische Pervers stöhnt Goethes Erlkönig
- 2011: Investigativ, RTL II – Kuhnigk und das Geschäft mit der Lust
- 2012: Verdachtsfälle, RTL
- 2012: Hüllenlos in Berlin, Sport1
- 2012: Der große deutsche Love-Test by RTL II
- 2012: Betrugsfälle, RTL
- 2012: Exklusiv – Die Reportage – Deutschlands heißeste Hausfrauen, RTL II
- 2012: Richter Alexander Hold, Sat.1 (Folge: "Traue keinem über 18")
- 2013: Frauentausch, RTL II
- 2013: Privatdetektive im Einsatz, RTL II
- 2013: K11 – Kommissare im Einsatz (Folgen Traue niemals einem Fremden, Schlangengift), Sat.1
- 2013: Schicksale – und plötzlich ist alles anders, Sat.1
- 2013: Clash! Boom! Bang!, ProSieben
- 2013/2014: Im Namen der Gerechtigkeit – Wir kämpfen für Sie!, Sat.1 (Folgen: "Kein Unterhalt für Baby Max", "Gegen die Zeit")
- 2014: Exklusiv – Die Reportage – Sexmesse Las Vegas, Aische und Manuel im Pornohimmel, RTL II
- 2014: Polizeiruf 110, ARD (Fernsehserie), 1 Folge[23]
- 2015: Der Blaulicht Report, RTL
- 2015: Homeland, Showtime (Fernsehserie), 1 Folge[24]
- 2015: Berlin Tag und Nacht, RTL II als Lissy Love
- 2016: Gefragt gejagt, Das Erste als sich Selbst
- 2016: Deutschland sucht den Superstar, RTL
- 2016: Hilf mir! Jung, pleite, verzweifelt …, RTL II als Chira Becker
- 2017: Frauentausch, RTL II
- 2018: Die Comedy Show, ProSieben
- 2018: Klinik am Südring, Sat.1
- 2018: Feierabendbier (Kinofilm)
- 2019: Frauentausch Allstars – Chaos auf Bestellung, RTL II

## Diskografie
- 2012: Disco Porno
- 2013: Geil Horny Horny (Aische und die geilen Jungs)
- 2014: Wir sind für Deutschschalalalaland (Fußball-Hymne)
- 2016: Caffè Latte